# Orocrambus crenaeus
Orocrambus crenaeus là một loài bướm đêm trong họ Crambidae.